# Else Lüders (Schauspielerin)
Else Lüders (* 27. Juli 1879 als Bertha Louise Pahl in Guschterholländer; † 8. Dezember 1956 in Berlin) war eine deutsche Schauspielerin bei Bühne und dem Film der 1930er Jahre.

## Leben und Wirken
Die geborene Louise Pahl besuchte eine Mittelschule und ließ sich anschließend von Serafine Détschy künstlerisch ausbilden. Im Alter von 30 Jahren, in der Spielzeit 1909/1910, ist ihr erstes Festengagement in Göttingen feststellbar. Es folgten Verpflichtungen, die sie bis 1919 an drei weitere Spielstätten führten: das Hoftheater Altenburg, das Stadttheater Halberstadt und das Stadttheater Magdeburg, bei welch letzterem sie sowohl im Fach der Salondame als auch mit Charakterrollen in Erscheinung trat. Seit 1918 nach Rudolf Lüders verwitwet, nahm Else Lüders ab Beginn der 1920er Jahre als Freiberuflerin an Ensemblegastspielen durch Deutschland und die Niederlande teil und trat an Ralph Arthur Roberts’ Berliner Komödienhaus sowie an den Rotter-Bühnen auf.
Wegen eines Unfalls musste Else Lüders etliche Jahre pausieren, ehe sie ab 1932 Beschäftigung beim Film fand, wo sie allerlei (oftmals gutbürgerliche) Honoratioren-Chargen in wenig bedeutsamen Unterhaltungsproduktionen spielte, darunter eine Frau Kommerzienrat in dem Lustspiel Die beiden Seehunde, eine Direktorsgattin in Nacht der Verwandlung, die Ehefrau eines Oberhofjägermeisters in Die selige Exzellenz, aber auch eine Garderobiere in Ein Mädel vom Ballett sowie eine Bridgespielerin in Die barmherzige Lüge, ihrem letzten Film. 1937 und 1939 erhielt sie Unterstützung von der NS-Stiftung „Künstlerdank“. Seit 1940 mangels kammerpflichtiger Tätigkeit aus der Reichsfilmkammer ausgeschlossen, wurde Else Lüders schließlich in der Spätphase des Zweiten Weltkriegs an mehrere Gastspieldirektionen, unter anderem zur Truppenbetreuung, verpflichtet.
Else Lüders, die jahrzehntelang in einer Wohnung in der Suarezstraße in Berlin-Charlottenburg lebte, starb 1956 im Wenckebach-Krankenhaus an einer Lungenembolie.

## Filmografie (Auswahl)
- 1934: Die beiden Seehunde
- 1935: Endstation
- 1935: Nacht der Verwandlung
- 1935: Die selige Exzellenz
- 1935: Der schüchterne Casanova
- 1935: Lärm um Weidemann
- 1935: Alles weg’n dem Hund
- 1936: Mädchenräuber
- 1936: Flitterwochen
- 1936: Heiteres und Ernstes um den großen König
- 1936: Ein Mädel vom Ballett
- 1936: Das Schloß in Flandern
- 1936: Ein Lied klagt an
- 1937: Meine Frau, die Perle
- 1939: Parkstraße 13
- 1939: Die barmherzige Lüge